# Hyalurga fenestrata
Hyalurga fenestrata là một loài bướm đêm thuộc phân họ Arctiinae, họ Erebidae.